# رايموند فنسون
رايموند فنسون (بالفرنسية: Raymonde Vincent) ولدت في 1908 بلونت وتوفت في 1985، كاتبة فرنسية. حصلت على جائزة فيمينا الأدبية عام 1937.